# Jesús María Semprúm
Jesús María Semprúm Pulgar, más conocido como Jesús María Semprúm (La Perrera,  Estado Zulia, 26 de septiembre de 1882-Caracas, 13 de enero de 1931), fue un médico, escritor, periodista y crítico literario venezolano.

## Biografía
Jesús María Semprum nació el 26 de septiembre de 1882 en La Perrera, un pequeño caserío cercano a Santa Bárbara del Zulia en el municipio Colón del estado Zulia. Sus padres fueron Belisario Semprúm y Margarita Pulgar de Semprum. Vivió la mayor parte de su infancia en San Carlos de Zulia, donde realizó su educación primaria de parte del maestro Miguel Morales. En aquella época la educación en el Municipio era bastante precaria, por lo que sus padres decidieron enviarlo a Maracaibo. En el colegio "Sagrado Corazón de Jesús" cursó sus estudios secundarios y obtuvo el título de bachiller en 1898; en el transcurso de ese mismo año ingresó a la Universidad del Zulia para cursar estudios de medicina, al mismo tiempo ya comenzaba a manifestar interés por la literatura.
Alternó sus estudios en el campo de la salud con sus grandes inquietudes literarias relacionándose con jóvenes con los mismos intereses. Al poco tiempo en 1901 funda un grupo literario llamado Ariel (iniciativa con la cual los estudiantes zulianos responden al llamado expresado por el escritor uruguayo José Enrique Rodó en su emblemático manifiesto a la juventud americana: Ariel, publicado en 1900). el cual lo integran jóvenes como Elías Sánchez Rubio, Emiliano Hernández, Rogelio Illaramendi entre otros, los cuales se hacen llamar Los Mechudos (esta agrupación literaria (1989-1904) se caracterizó por el rechazo al romanticismo de rigor académico que privaba en el ambiente de las letras americanas, al tiempo que asume la defensa del modernismo en Maracaibo. La vestimenta negra y cabellera larga fueron utilizadas como símbolos de rebeldía a los dogmatismos de la época). Los cuales convierten a este grupo en un rincón de intelectualidad neta. Poco después de fundado el grupo, deciden publicar una revista literaria llamada también como el grupo, Jesús María usa esta publicación como plataforma para dar a conocer sus primeros cuentos, poemas y artículos críticos. Como por ejemplo su célebre ensayo "Ariel" y los primeros escritos de "Los Mechudos". Luego de que el periódico lanzara varias ediciones. Ariel, (tanto el grupo como el periódico) desaparece.
Jesús María terminó de estudiar medicina en 1903, pero debido a la clausura de la Universidad del Zulia decretada por el presidente Cipriano Castro, no es sino hasta 1905 cuando presenta su tesis doctoral "Paranoia Persecutoria" en la Universidad Central de Venezuela, temática con la que se inician los estudios de psiquiatría en Venezuela, y se recibe como médico. Poco después en 1906 hasta 1914 empieza a laborar como jefe de redacción de la revista "El Cojo Ilustrado", afamada publicación literaria tanto a nivel nacional como internacional. Luego, En 1907 trabaja por poco tiempo como médico de sanidad del puerto de La Guaira. Luego abandona casi completamente la carrera médica para dedicarse a la literatura y el periodismo.
En 1909 fundó el Partido Progresista de efímera existencia. El 1 de abril de 1911 funda la revista "Sagitario", publicación dedicada a diversos tópicos, en especial sobre política internacional, la cual también dirige, también de corta vida. Ese mismo año, el 31 de octubre, se casa con Isabel Correa, hermana del escritor Luis Correa; luego adopta el hijo de Isabel llamado Luis Alberto, En 1913, dicta cursos de literatura en la Universidad Central de Venezuela.
A partir de esta época se desempeña como redactor y colaborador en diversidad de revistas y periódicos de la época como: "El constitucional", "El estado", "Cultura Venezolana", "El Universal", "Atenas", "La Revista", "La Semana", "Actualidades", "El Nuevo Diario" etc. En 1912 publica su primera obra titulada "El canal de Panamá". En 1916 tiene otra publicación, su primer ensayo llamado "La enseñanza del Castellano". El 13 de junio de 1918 es nombrado miembro de la Academia Venezolana de la Lengua (de hecho, se le otorga el puesto vacante dejado por Antonio Guzmán Blanco), pero por diversos motivos decide declinar tal invitación.
Por problemas surgidos por diferencias con el gobierno de Juan Vicente Gómez, se exilió voluntariamente. Y el 12 de agosto de 1919 viaja a Nueva York, donde permanecerá durante un periodo de 7 años hasta 1926. Allí se dedica por completo al periodismo, escribiendo para algunos periódicos de esa ciudad y de otros países como: los norteamericanos "The World, "The Herald Tribune", "Boletín de la Unión Panamericana", "La Reforma Social" de la habana, "Panorama" y "Alma Latina" de Maracaibo y "el Heraldo" de Caracas; En 1926 regresa a Caracas bastante enfermo, debido a entre otras cosas, los daños causados por su alcoholismo, es nombrado profesor de letras antiguas y su historia en la facultad de Filosofía y Letras de la Universidad Central de Venezuela, pero no ejerce por su delicado estado de salud; se vuelve colaborador de la revista "Fantoches", escribe la biografía de Ismael Urdaneta con motivo de la muerte del poeta.
Debido a las necesidades económicas y debido al poco trabajo literario realizado vuelve a ejercer la medicina para sobrevivir. Y muere en El Valle en Caracas el 13 de enero de 1931 en la miseria más espantosa y en el total olvido.
Es considerado por varios estudiosos, como el crítico literario más importante de Venezuela en especial durante la época del modernismo. Reconocido librepensador y discípulo de Francisco Eugenio Bustamante. Entre sus obras más conocidas están la poesía "Elegías" y la novela "El crucifijo". Como analista político destaca su obra "El Canal de Panamá" (1912) donde manifiesta su sentimiento antimperialista. Sus artículos se recopilaron póstumamente en las antologías "Estudios críticos" (1938) y "Crítica literaria" (1956). Conjuntamente con Rafael María Baralt e Ismael Urdaneta, constituyen por la inmensa calidad de su obra la trilogía de las figuras literarias más importantes que ha dado el Zulia. Un municipio (división político-administrativa venezolana) del Estado Zulia lleva su nombre.